# Sectorul Steglitz-Zehlendorf
Sectorul Steglitz-Zehlendorf este sectorul 6 al orașului Berlin. A luat naștere prin fuzionarea în anul 2001 a sectoarelor Steglitz și Zehlendorf (ambele au aparținut Berlinului occidental).

## Cartiere
- Sector 06 Steglitz-Zehlendorf
  - 0601 Steglitz
    - Südende

  - 0602 Lichterfelde
    - Lichterfelde-West

  - 0603 Lankwitz
  - 0604 Zehlendorf
    - Schlachtensee
    - Schönow
    - Onkel-Toms-Hütte

  - 0605 Dahlem
  - 0606 Nikolassee
    - Düppel
    - Schwanenwerder

  - 0607 Wannsee
    - Kohlhasenbrück
    - Steinstücken

## Atracții turistice
- Grădina botanică
- Satul-muzeu Düppel
- Colonia de vile Lichterfelde-West
- Wannsee

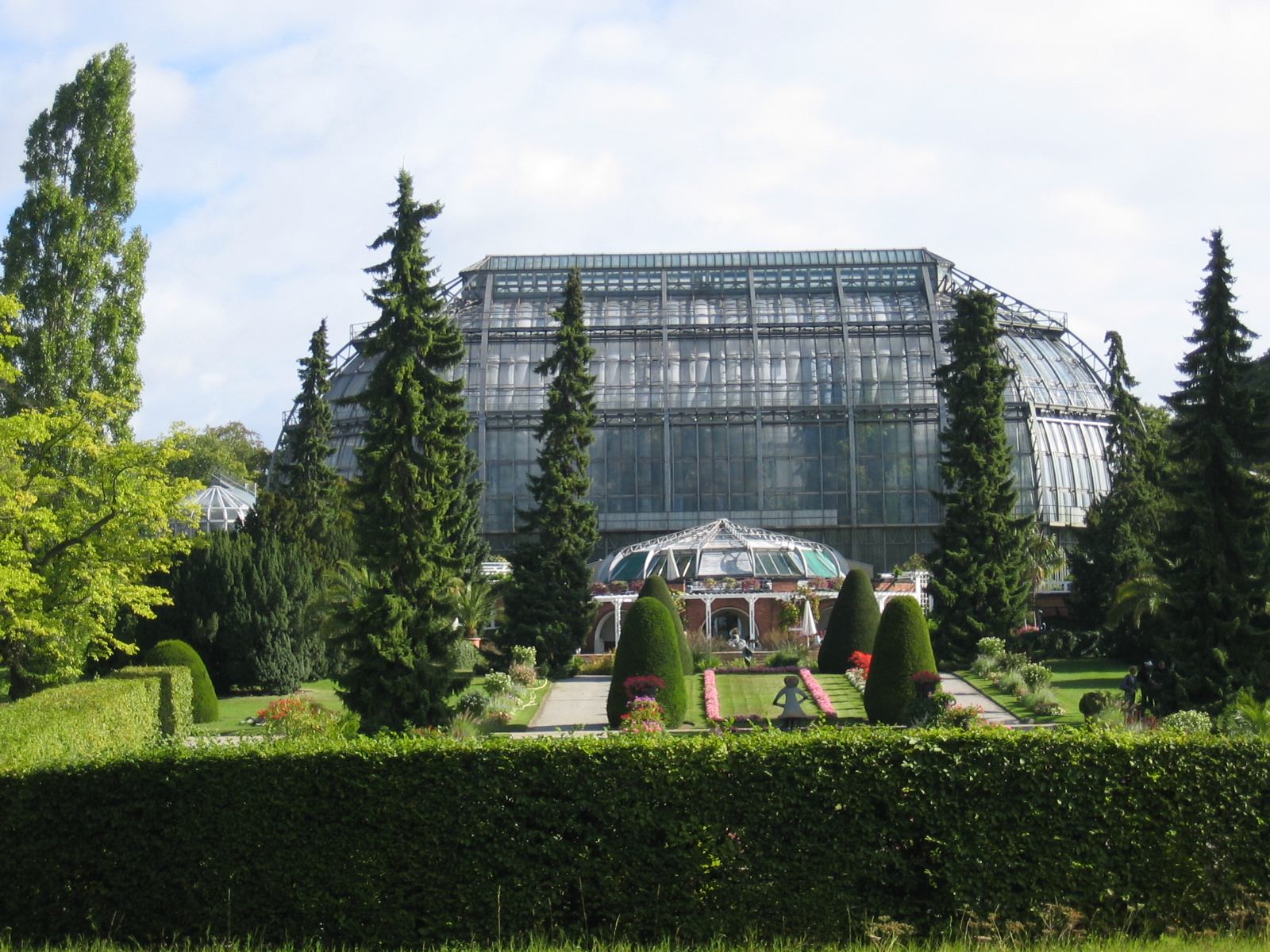
Grădina Botanică

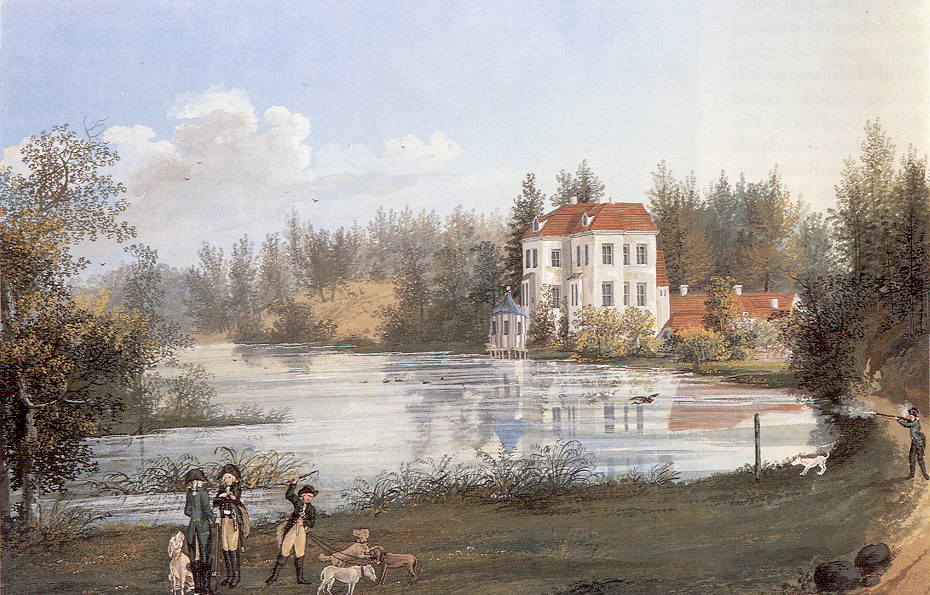
Tablou cu castelul de vânătoare Grunewald

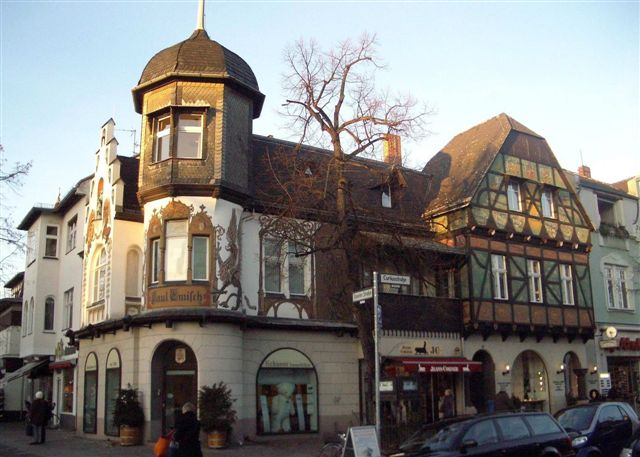
Casa Emisch în Lichterfelde West

- Castelul Glienicke cu Podul Glienicke
- Loggia Alexandra pe colina Böttcherberg
- Albrechts Teerofen
- Berlin-Kohlhasenbrück
- Galeria de picturi Jagdschloss Grunewald
- Muzeul de artă asiatică
- Muzeul etnologic Ethnologisches Museum
- Muzeul culturilor europene Museum Europäischer Kulturen
- Muzeul istoriei agriculturii, în aer liber Domäne Dahlem
- Muzeul Podului Brücke-Museum Berlin
- Muzeul aliaților despre Războiul Rece Alliiertenmuseum
- Teatru de musicaluri Gutshaus Steglitz (Wrangelschlösschen)
- Satul studenților Studentendorf Schlachtensee (patrimoniu național de cultură)
- Biblioteca de filologie Philologische Bibliothek a lordului Norman Foster